# Ivanteïevka
Ivanteïevka (en russe : Иванте́евка) est une ville de l'oblast de Moscou, en Russie, dans le raïon de Kachira. Sa population s'élevait à 79 346 habitants en 2019.

## Géographie
Ivanteïevka est arrosée par la rivière Outcha et se trouve à 31 km au nord-est du centre de Moscou.

## Histoire
Ivanteïevka a été fondée en 1586 comme le village de Vanteïevo (Ванте́ево), qui appartenait à la Laure de la Trinité-Saint-Serge. Le statut de ville lui a été accordé en 1938.

## Population
Recensements (*) ou estimations de la population
| 1897* | 1926* | 1939*  | 1959*  | 1970*  | 1979*  |
| ----- | ----- | ------ | ------ | ------ | ------ |
| 1 200 | 4 066 | 22 207 | 30 945 | 35 778 | 46 914 |

| 1989*  | 2002*  | 2010*  | 2012   | 2013   | 2014   |
| ------ | ------ | ------ | ------ | ------ | ------ |
| 53 140 | 51 454 | 58 626 | 61 481 | 63 596 | 66 695 |